# Payless ShoeSource
Payless ShoeSource es una tienda estadounidense de calzado de descuento fundada en Topeka, Kansas en 1956 por los hermanos Louis y Shaol Pozez y que hoy en día es propiedad de Collective Brands, Inc.
En los años 80, Payless era muy conocida en Estados Unidos por su línea de zapatos deportivos con descuento Pro Wings, que usualmente tenían tiras de velcro en lugar de pasadores. En 1996, Payless ShoeSource se convirtió en una empresa de capital abierto independiente. El 17 de agosto de 2007, la compañía adquirió Stride Rite Corporation y cambió su nombre a Collective Brands, Inc. Collective Brands es cotizada en la bolsa de valores de Nueva York bajo el símbolo PSS. La compañía tuvo un total de facturación de $3.400 millones de dólares en 2011. El 1 de mayo de 2012 se anunció que la empresa sería comprada por Wolverine World Wide, Blum Capital y Golden Gate Capital por $1.320 millones de dólares.